# Indicador de la mel de Willcocks
L'indicador de la mel de Willcocks (Indicator willcocksi) és una espècie d'ocell de la família dels indicatòrids (Indicatoridae) que habita la selva humida localment a Sierra Leone, Libèria, Costa d'Ivori, Ghana, Nigèria, Camerun, el Gabon, República Centreafricana, República Democràtica del Congo i Uganda.